# ピンポンぱんつ! -湯河原学園美少女☆温泉卓球部-
『ピンポンぱんつ-湯河原学園美少女☆温泉卓球部-』（ピンポンぱんつ ゆがわらがくえんびしょうじょおんせんたっきゅうぶ）は、2012年11月22日にACTRESSより発売されたアダルトゲームである。

## 解説
学園ラブコメディにスポ根ものの要素を加えた恋愛アドベンチャーゲーム。

## ストーリー
主人公・日野卓也は、勝負に勝てば女の子の胸を揉めるという誘いにつられて、温泉卓球部なる部活に入部してしまった。
旅館のような部室では、おしゃれな浴衣を着た女子部員たちが練習に臨んでいた。
下心から、卓也も練習に励むことになったのだが、その道は平たんではなかった。

## 登場人物
日野卓也
本作の主人公。主人公ではあるが公式サイトの「CHARACTOR」の項目には載っていない。
天翔 羽衣佳（あまかけ ういか）
声 - 早瀬やよい
主人公の幼なじみ。
長瀬 聖奈（ながせ せいな）
声 - 野宮香央里

八坂 珠美（やさか たまみ）
声 - 落合周

谷和原木 加奈子（やわらぎ かなこ）
声 - 秋野花
温泉卓球部部長。

## スタッフ
- 原画 - 千葉千夏
- シナリオ - 中森南文里、小田宮留美音